# Lunden, Orusts kommun
Lunden är en bebyggelse på sydvästra delen av Orust, nordost om Nösund i Tegneby socken i Orusts kommun. Mellan 2015 och 2020 avgränsde SCB här en småort.
Nösunds kapell ligger här.